# Dave Bustion
David C. Bustion, detto Dave (Gadsden, 30 agosto 1949), è un ex cestista statunitense, professionista nella ABA e in Francia.

## Carriera
Venne selezionato dai Cincinnati Royals al quinto giro del Draft NBA 1972 (98ª scelta assoluta).